# Vok I. z Rožmberka
Vok I. z Rožmberka, „Woko de Rosenberch“ († 3. června nebo 4. června[zdroj?] 1262, Štýrský Hradec) byl český šlechtic z rozrodu Vítkovců, nejvyšší maršálek Českého království a zakladatel hradu Rožmberk, podle něhož se jeho potomstvo nadále psalo. Poprvé je zmiňován v listinách Václava I. z 22. června 1250 jako „Woko de Rosenberch“. Vok z Rožmberka založil město Prudník.

## Kariéra dvořana

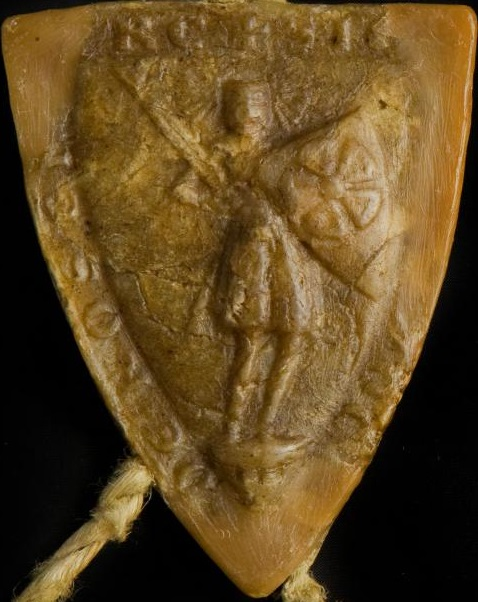
Vokova pečeť

Narodil se jako syn Vítka z Prčice a Plankenberka. Poté, co na trůn nastoupil Přemysl Otakar II., obdržel Rožmberk funkci nejvyššího maršálka, ve které je doložen již roku 1255, kdy se společně s králem účastnil křížové výpravy do Pruska. Roku 1256 se Vok z Rožmberka dostal s ozbrojenými oddíly až k městu Burghausen a v téže době byl také jmenován hejtmanem v Horních Rakousích. Roku 1257 se zúčastnil nečekaného vpádu českého vojska do Bavorska, ale v bitvě u Mühldorfu došlo k proboření mostu na řece Inn a tak se za slib volného odchodu vzdal. Koncem roku 1260 získal od krále za věrné služby hrabství Raabs v Rakousích. Aktivní účast ve vítězné bitvě u Kressenbrunu vynesla Vokovi hejtmanství ve Štýrsku. Účast v bitvě u Lávy zapříčinila zaznamenání Rožmberka a jeho honosného doprovodu v díle Fürstenbuch vídeňského měšťana Janse Enikela.
Vokovou manželkou byla Hedvika ze Schaunberga, vdova po Jindřichovi z Kuenringu. Ke svatbě došlo v souvislosti s převzetím rakouských zemí Přemyslem Otakarem II., který byl provázen řadou sňatků mezi šlechtickými rody vládnoucími pohraničí obou zemí. Byla to zřejmě právě Hedvika, která měla podíl na založení Vokovy cisterciácké fundace ve Vyšším Brodě, nově založený klášter měl jako mateřský klášter rakouský Wilhering z kraje ovládaného Schaunbergy.
Dále se z Vokova života a jeho činů mnoho nedochovalo. Jeho jméno Wocco de Rosenberch je uvedeno na listině z 16. ledna roku 1256 v Olomouci jako svědka potvrzení krále Přemysla Otakara II. dopisem Václava I. z 18. ledna roku 1232 o svrchovanosti Velehradského opatství. Zachovaná je např. listina z června 1260 založení Vyšebrodského kláštera, listina z května 1261 rozšíření majetku vyšebrodského kláštera a závěť z června 1262 sepsaná ve Štýrském Hradci, kde také zemřel. Byl pohřben v rodinné hrobce ve vyšebrodském klášteře a regentkou nezletilých synů se stala vdova Hedvika.